# استوديوهات إكسبرينس ميديا
استوديو إكسبرينس ميديا هو استوديو سينمائي وتلفزيوني تأسس عام 2009 في مدينة أبو ظبي في الإمارات العربية المتحدة، ويُعتبر أول استوديو من نوعه يتم إنشاؤه في دولة الإمارات العربية المتحدة.

## التاريخ
تأسس استوديو إكسبرينس ميديا عام 2009 في مدينة أبو ظبي بالإمارات العربية المتحدة، وتعامل، باعتباره استوديو إعلامي، مع منافذ ومنصات متعددة لتوزيع الوسائط. وسُرعان ما وسعت الشركة أنشطتها في أوائل عام 2010 في سوق أمريكا الشمالية، وافتتحت مكاتب لها في مدينة لاس فيغاس بولاية نيفادا في الولايات المتحدة الأمريكية، وعينت جيسون كاي نائبًا لرئيس الإنتاج في أمريكا الشمالية. بدأت الشركة اولى أعمالها في أمركيا الشمالية بالتعاقد على إنتاج كارمل، والذي اكتمل تصويره في فبراير 2011، وأصدرت الشركة أول إصدار نسخة دي في دي للفيلم في 3 يوليو 2012 بعد تغيير اسم الفيلم إلى «المزور».

## الإنتاج
كان فيلم زايد واحدًا من أبرز ما أنتجه استوديو إكسبرينس ميديا، وهو فيلم يعرض السيرة الذاتية للشيخ زايد بن سلطان آل نهيان، حاكم أبوظبي الراحل، وفيلم عبد الله عمر ومدينة الرمال المفقودة، وهو فيلم مغامرات خيالي. ومن بين المشروعات والفعاليات التي شارك استوديو في تأسيسها مشروع جوائز المواطن العالمي، وهو حدث يتم بثه على الهواء مباشرة على مستوى العالم لتكريم الأشخاص الذين قدموا مساهمات كبرى أفادت في تقدم البشرية.